# Maślak lepki

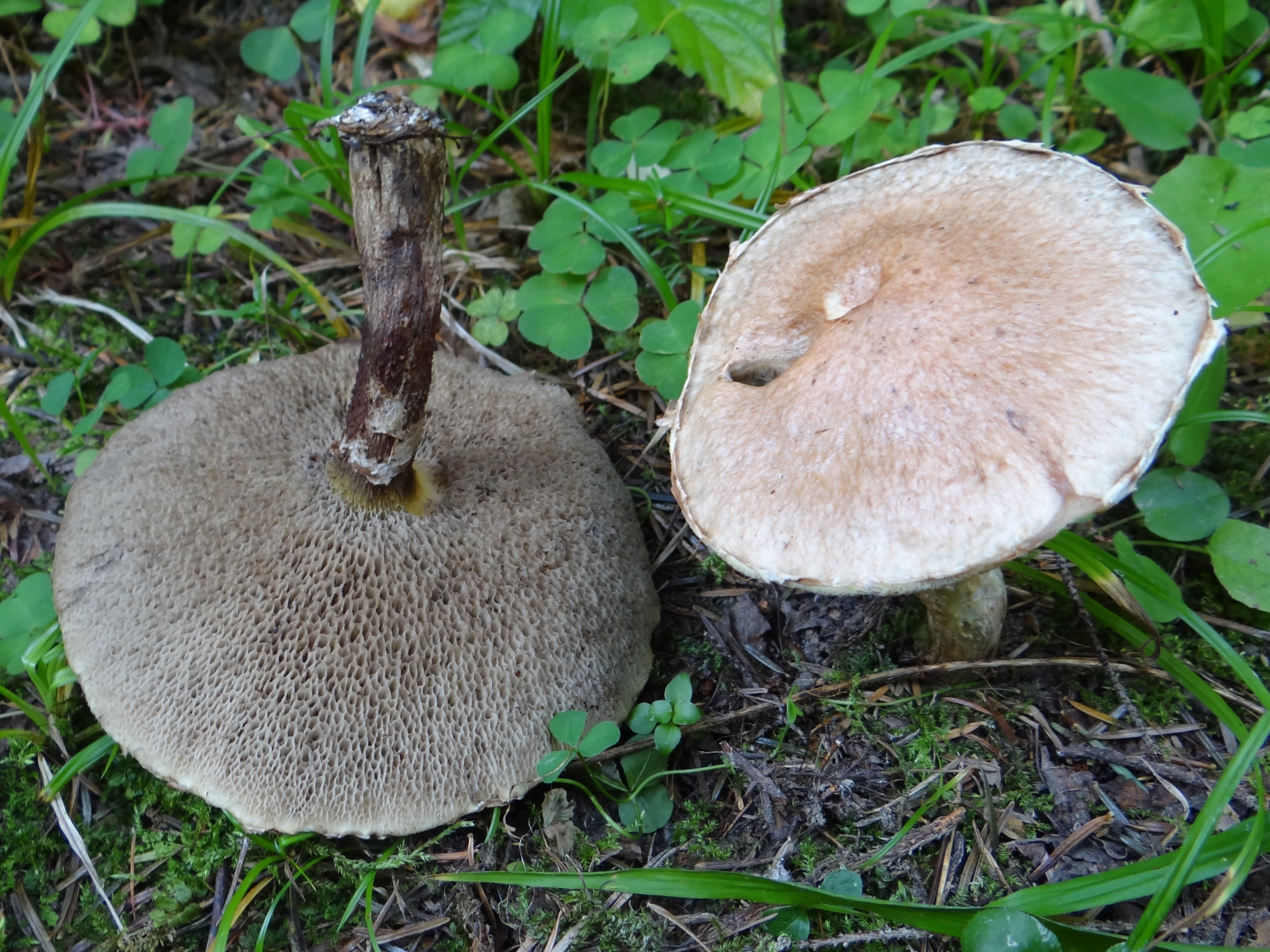
Starsze owocniki

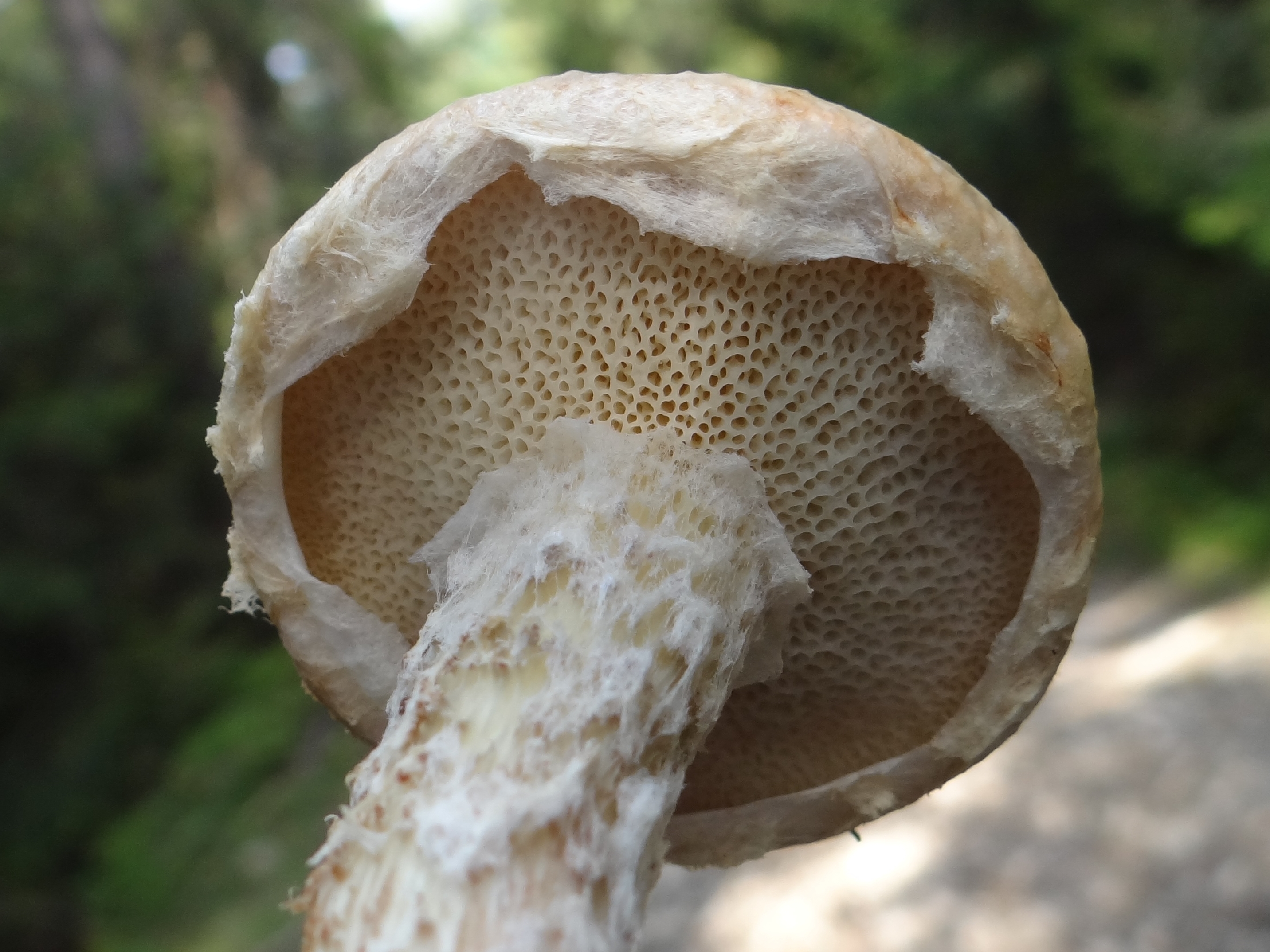
Młody owocnik

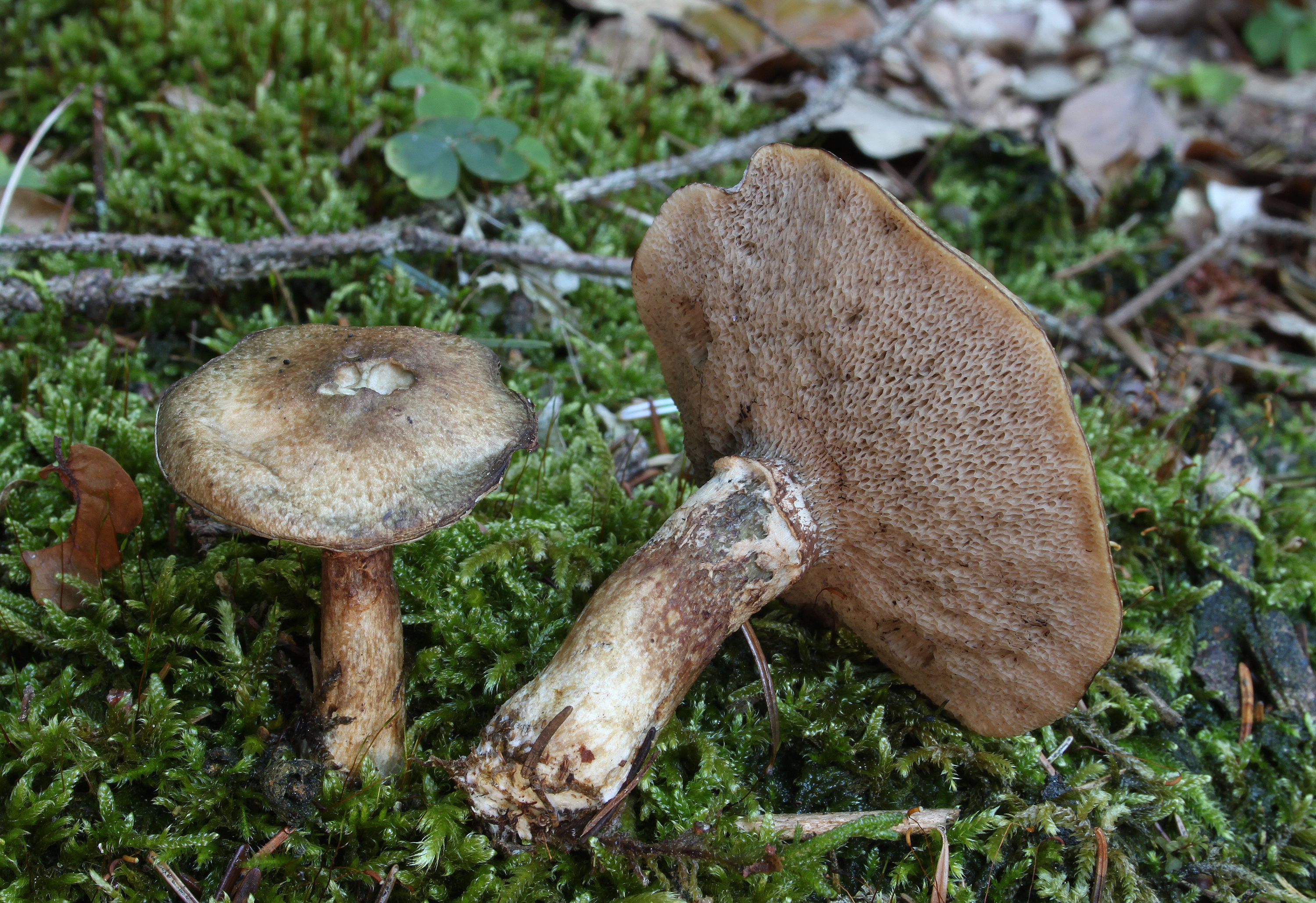
Starsze owocniki

Maślak lepki, maślak szary (Suillus viscidus (L.) Roussel) – gatunek grzybów z rodziny maślakowatych (Suillaceae).

## Systematyka i nazewnictwo
Pozycja w klasyfikacji według Index Fungorum: Suillus, Suillaceae, Boletales, Agaricomycetidae, Agaricomycetes, Agaricomycotina, Basidiomycota, Fungi. We wcześniejszych klasyfikacjach rodzaj ten zaliczany był do rodziny borowikowatych (Boletaceae).
Po raz pierwszy zdiagnozował go w 1753 r. Karol Linneusz nadając mu nazwę Suillus viscidus. Obecną, uznaną przez Index Fungorum nazwę nadał mu Henri François Anne de Roussel w 1806 r.
Niektóre synonimy:

- Boletopsis viscida (L.) Henn. (in Engler & Prantl (Nat. Pflanzenfam. 1898
- Boletus aeruginascens Secr. 1833
- Boletus laricinus Berk. (in Smith (Engl. Fl. 1836
- Boletus viscidus L. 1753
- Fuscoboletinus aeruginascens (Secr. ex Snell) Pomerl.  1962
- Fuscoboletinus laricinus (Berk.) Bessette 2000
- Fuscoboletinus viscidus (L.) Grund & K.A. Harrison 1976
- Ixocomus viscidus (Fr. & Hök) Quél. 1888
- Suillus aeruginascens Secr. ex Snell 1944
- Suillus laricinus (Berk.) Kuntze 1898

Nazwę maślak szary zaproponował Władysław Wojewoda w 2003 r. (dla synonimu Suillus aeruginascens), Alina Skirgiełło w 1960 r. opisywała ten gatunek jako maślak lepki i w 2021 Komisja ds. Polskiego Nazewnictwa Grzybów Polskiego Towarzystwa Mykologicznego zarekomendowała powrót do tej nazwy.

## Morfologia
Kapelusz
Średnica 4–12 cm, początkowo wypukły z podwiniętym brzegiem, później poduchowaty, na koniec płasko rozpostarty. Skórka łatwo schodząca, śluzowata, powierzchnia o barwie  od siwobiałej przez żółtosiwą, oliwkowosiwą do czerwonosiwej. Podczas suchej pogody powierzchnia pęka na włókniste łuseczki. U młodych owocników brzeg połączony z trzonem białoszarą osłoną częściową.
Rurki
Długie, przyrośnięte, często zbiegające, u młodych owocników szarobiałe, u starszych ciemnoszare.  Pory duże, kanciaste,  promieniście wydłużone, u młodych owocników białawe, u starszych ciemnosine, na koniec cynamonowobrązowawe.
Trzon
Wysokość 4–10 cm, grubość do 2,5 cm, cylindryczny, mięsisty, pełny, u podstawy pałkowato zgrubiały. Powierzchnia barwy żółtosiwej, jaśniejsza od kapelusza., powyżej pierścienia siatkowana, poniżej jamowata. Pierścień cienki, szybko zanikający.
Miąższ
Zwarty, później miękki, białawy, szarawy, w trzonie żółtawy. Słaby zapach, smak łagodny, owocowy.
Wysyp zarodników
Tabaczkowobrązowy. Zarodniki wrzecionowate o średnicy 8–14 × 3–5 µm.

## Występowanie
Występuje głównie w Europie, gdzie jest dość szeroko rozprzestrzeniony. Poza tym podano jego występowanie jeszcze tylko w prowincji Quebec w Kanadzie oraz w Japonii.
Grzyb naziemny, rosnący wyłącznie pod modrzewiem. Owocniki pojawiają się od lipca do października.

## Znaczenie
Grzyb mikoryzowy. Grzyb jadalny, lecz smakowo gorszy niż inne gatunki maślaków. Najlepszy do marynowania z innymi, smaczniejszymi grzybami.

## Gatunki podobne
Pod modrzewiem rosną jeszcze maślak żółty (Suillus grevillei) i maślak trydencki (Suillus tridenticus), różnią się one jednak wyglądem. Charakterystyczna barwa porów odróżnia maślaka szarego od wszystkich pozostałych gatunków maślaków.